# Mã hóa pha
Mã hóa pha hay PE (phase encoding) hay mã Manchester (Manchester code) là dạng mã đường truyền (line code) trong đó mỗi bit dữ liệu được mã hóa hoặc thấp rồi cao, hoặc cao sau đó thấp, trong một khoảng thời gian như nhau .
Đây là tín hiệu tự định nhịp (self-clocking) và không có thiên áp DC (bias). Nhờ đó mã hóa pha có thể truyền tin qua kết nối cách ly nhau về điện.

Ví dụ về mã Manchester với hai quy ước: Thomas và IEEE 802.3

## Lịch sử
Mã Manchester bắt nguồn từ tên phát triển của nó tại Đại học Manchester, nơi mã hóa được sử dụng để lưu trữ dữ liệu trên trống từ của máy tính Manchester Mark 1.
Mã hóa pha (PE) được sử dụng để ghi dữ liệu số lên băng từ máy tính ở mật độ 1600 bpi, sau đó là mật độ 6250 bpi có mã hóa hiệu quả hơn.
Hiện nay mã hóa Manchester đang được sử dụng rộng rãi, ví dụ trong 10BASE-T Ethernet, trong giao thức điều khiển từ xa hồng ngoại của máy tiêu dùng, trong RFID, hoặc trong kết nối thiết bị tầm gần (Near-Field Communications). Có nhiều mã phức tạp hơn, như mã hóa 8B/10B, sử dụng băng thông ít hơn để đạt được cùng tốc độ dữ liệu nhưng có thể kém chịu được lỗi tần số, giật cục máy phát và sai lệch nhịp thu.
Theo Cisco, "mã hóa Manchester có một số vấn đề khó khăn liên quan đến tần số mà làm cho nó không phù hợp để sử dụng ở tốc độ dữ liệu cao hơn" .